# Виларинью-даш-Параньейраш
Виларинью-даш-Параньейраш (порт. Vilarinho das Paranheiras)  —  населённый пункт и район в Португалии,  входит в округ Вила-Реал. Является составной частью муниципалитета  Шавеш. По старому административному делению входил в провинцию Траз-уж-Монтиш и Алту-Дору. Входит в экономико-статистический  субрегион Алту-Траз-уш-Монтеш, который входит в Северный регион. Население составляет 220 человек на 2001 год. Занимает площадь 4,55 км².